# くりびつ!
『くりびつ!』は、東海テレビとテレビ大分の2局で放送されていた東海テレビ製作の教養番組である。全48回。製作局の東海テレビでは2010年10月3日から2011年9月25日まで放送。

## 概要
毎回身近にある不思議な現象を取り上げていた子供向け番組で、「くりびつ隊」隊長役のケンドーコバヤシと隊員役の子供たちがそれらを直に実験・体験することで解明していた。
ロケは基本的に関東地方で行われていたが、東海3県でのロケも幾度か行われていた。「くりびつセンセー」と呼ばれるゲスト講師には、毎回科学者や大学教授、あるいはFROGMANや森崎友紀のように特定分野での専門知識を生かして活動しているタレントなどを招いていたが、2011年6月19日放送分出演の小島よしおのように講師としてではなく実験要員として招いた例もある。
この番組は、当初は中部電力グループ（トーエネックを含む）その他の提供で放送されていたが、2011年5月からは東海3県の企業各社による提供で放送されていた。

## 出演者
このうちレギュラーで出演していたのはケンドーコバヤシと清水亜里沙のみで、それ以外のメンバーは毎回4人ほどが輪番出演していた。

### くりびつ隊隊長 (MC)
- ケンドーコバヤシ

### アシスタント
- 清水亜里沙（東海テレビアナウンサー）

### くりびつ隊
- 上妻成吾
- 関ファイト
- 甲地夏波
- 櫻井小桃
- 星はるか
- 瑠奈
- 熊谷瑠衣
- 小嶋一星
- 芳之内優花

## スタッフ
- ナレーター - 井上麻里奈
- 構成 - 八代丈寛、やすけいいち、下田雄大
- 美術プロデューサー - 木村文洋
- ディレクター - 中川学、久保田孝
- 演出 - 久利筆城
- プロデューサー - 堀尾充、早瀬志都加、服部紳一
- ゼネラルプロデューサー - 川瀬隆司[1]
- 制作協力 - 極東電視台 → FETV
- 制作著作 - 東海テレビ

## 放送局
| 放送対象地域 | 放送局     | 系列           | 放送日時                                             | 備考           |
| ------------ | ---------- | -------------- | ---------------------------------------------------- | -------------- |
| 中京広域圏   | 東海テレビ | フジテレビ系列 | 日曜 09:30 - 10:00 （2010年10月3日 - 2011年9月25日） | 製作局         |
| 大分県       | テレビ大分 | FNS・NNS       | 月曜 16:24 - 16:53 （2011年4月25日 - 2011年9月26日） | 第14回から放送 |